# Токийская фондовая биржа
Токи́йская фо́ндовая би́ржа (яп. 東京証券取引所 То:кё: сё:кэн торихикидзё) была основана в 1878 году. В финансовых сводках её можно определить по кодам TSE / TYO. Токийская биржа является четвёртой в мире и первой в Азии и по объёму рыночной капитализации представленных там компаний. По состоянию на апрель 2015 года биржа насчитывала 2292 зарегистрированных компаний с совокупной рыночной капитализацией 4,09 трлн долларов США. Биржа является неприбыльной членской организацией, являющейся юридическим лицом и обладающая широкими правами самоуправления.
Биржа входит в Федерацию фондовых бирж Азии и Океании. В 2012 Токийская фондовая биржа осуществила поглощение фондовой биржи Осаки, объединённая компания, основанная 1 января 2013, получила название Japan Exchange Group, Inc.

## Структура биржи
Руководство и управление биржей осуществляют 9 операционных директоров, 4 аудитора и 8 менеджеров. Биржа работает с 8:00 до 11:30 (9:00 до 12:30 во Владивостоке время) и с 12:30 до 17:00 (13:30 до 18:00 во Владивостоке время). С 24 апреля 2006 г. дневная торговая сессия началась в обычное время 12:30 (13:30 во Владивостоке время).
Все акции, с которыми работает TSE, разделены на три сектора — Первый для крупных компаний, Второй — для компаний среднего размера и Третий — для стартапов и быстрорастущих акций. По состоянию на 31 октября 2010 года насчитывалось 1 675 компаний Первого сегмента, 437 компаний Второго и 182 Третьего.

## Члены биржи
Членами биржи являются:
- регулярные члены (компании по ценным бумагам, которые могут вести операции, как за свой счёт, так и в интересах клиента);
- сайтори члены (компании по ценным бумагам, являющиеся посредниками между регулярными членами биржи);
- специальные члены (компании, связывающие биржевые рынки, выполняющие на Токийской фондовой бирже те приказы, которые не могут быть выполнены на региональных биржах) и другие члены;
- небанковские компании по ценным бумагам (находящиеся в ассоциированной связи с банками).

## Деятельность биржи
Токийская фондовая биржа по рыночной капитализации уступает[когда?] только Нью-Йоркской площадке. По данным на 2017 год на ней торговались ценные бумаги 3560 японских компаний включая бумаги 6 зарубежных компаний. Среди крупнейших компаний, разместивших свои акции на Токийской бирже, можно встретить множество транснациональных гигантов из разных отраслей: автомобильных концернов Honda, Mazda, Mitsubishi, Toyota, производителей высокотехнологичных устройств Konica Minolta, Nikon, Olympus, Casio, Sony, крупнейших японских банков и других финансовых организаций.
На долю токийской биржи приходится свыше 80 % биржевого оборота страны[когда?]. Основными продавцами и покупателями являются институциональные владельцы ценных бумаг.
В Японии индивидуальные владельцы имеют[когда?] лишь 20 % обращающихся на бирже акций, а 80 % принадлежит финансовым учреждениям, страховым компаниям и корпорациям.
Владельцы акций рассчитывают не на дивиденды (в начале 1990 г. они были в 70 раз меньше рыночной стоимости акций), а на повышение курса акций и получение дохода в результате продажи акций по более высокому курсу (среднегодовой доход на проданную акцию выпуска 1980—1994 гг. составил 34,7 %).
Основной метод торговли — открытый двойной аукцион, торговля с голоса в биржевой толпе «зараба».
До 80 % всех обращающихся в стране акций продаётся и покупается на Токийской фондовой бирже.[когда?] Из 1,3-1,5 млн имеющихся в Японии акционерных фирм здесь зарегистрировано[когда?] 1517, но на них приходится более 25 % всех производимых товаров и услуг.
В 2005 году Токийская Фондовая Биржа заняла почётное второе место в мировой классификации крупнейших фондовых рынков мира. В её состав вошли 2,5 тыс. компаний, приносящих ежегодно более 3000 млрд долл. дохода.

## История биржи
Начало пути
В мае 1878 года в Токио было открыто первое здание нового для Японии финансового учреждения — фондовой биржи. Первыми владельцами и менеджерами Токийской биржи были японский министр финансов тех лет Окума Сигэнобу и юрист, занимавшийся корпоративным правом, Сибусава Эйити. Вначале торговцы акциями, собиравшиеся на бирже, надевали исключительно национальную одежду — кимоно.
В середине 1890-х годов биржа переезжает в новое здание, меняется её структура — с товарищества двух партнёров, на акционерное общество с ограниченным кругом владельцев. С течением времени появляется всё больше государственных облигаций — как и во многих странах того времени, правительство Японии озаботилось своим военным могуществом и начало наращивать оборонные бюджеты за счёт привлечения средств крупных капиталистов.
Послевоенные годы
К началу Второй мировой войны в Японии работали 11 бирж. Однако после первых военных лет стало понятно, что иметь столько разрозненных площадок, торгующих ценными бумагами, неэффективно. В 1943 году было принято решение объединить все биржи в одну на базе Токийской. Хотя, как показало недалёкое будущее, этого можно было и не делать — объединённая биржа закрылась вскоре после бомбардировки Хиросимы и Нагасаки в августе 1945 года.
После окончания Второй мировой войны здание Токийской биржи было занято американскими военными и до января 1948 года служило штаб-квартирой оккупационных войск, управлявших Японией. Несмотря на это, торговля ценными бумагами в стране не прекращалась — сделки заключались напрямую между инвесторами и владельцами акций, поскольку единая биржевая площадка временно не функционировала.
Экономический подъем Японии в послевоенные годы, известный как «азиатское чудо», способствовал стремительному развитию финансовой системы страны. Несмотря на то, что вплоть до 1974 года котировки на бирже выводились вручную мелом на черных досках (электронные табло отсутствовали), с 1968 года акции японских компаний начали стабильно расти. В этот же период правительство ввело новые регуляторные меры, ужесточив правила биржевых операций и контроль за деятельностью брокеров.
Наибольший расцвет Токийской биржи пришелся на 1983—1990 годы, когда она вышла на первое место в мире по рыночной капитализации, сосредоточив около 60 % мирового фондового рынка. Однако впоследствии конкуренция с Нью-Йоркской фондовой биржей изменила расстановку сил, и Токийская биржа закрепилась на второй позиции, сохранив статус одного из ключевых финансовых центров мира.
Электронная эра
30 апреля 1999 года на крупнейшей фондовой бирже Японии закончилась эпоха «живых» торгов — площадки, на которых находились брокеры, проводившие сделки, были закрыты. Вся торговля перешла на электронный рынок.
Использование электронных систем неоднократно приводило к серьёзным сбоям в торговых процессах. Например, 1 ноября 2005 года Токийская биржа смогла проработать лишь полтора часа: через 90 минут после открытия торгов вышла из строя новая компьютерная система, разработанная компанией Fujitsu, из-за чего работа биржи остановилась на четыре с половиной часа — это был рекордный простой в её новейшей истории. Ещё один инцидент произошёл 8 декабря 2005 года во время IPO компании J-Com: сотрудник Mizuho Securities, отвечавший за техническую поддержку размещения акций, ввёл ошибочные данные при выставлении ценных бумаг на продажу, что привело к серьёзным проблемам. Вместо того чтобы назначить цену одной акции в 610 000 иен, он выставил 610 000 акций за 1 иену. В первые же секунды торгов наиболее находчивые и быстрые брокеры начали скупать за бесценок акции J-Com. Администраторы биржи поняли ошибку и постарались отменить совершённые операции. Однако несмотря на приложенные усилия потери J-Com составили 347 млн долларов — эту сумму эмитенту поровну возместили Токийская фондовая биржа и Mizuho Securities. Последний крупный сбой произошёл на бирже в Токио в январе 2006 года, когда количество сделок, проведённых на ней, достигло 4,5 млн и торги остановились на 20 минут. Правительство Японии обязало владельцев биржи подготовить программу совершенствования компьютерной системы, которая позволила бы предотвращать такие сбои в будущем.
27 октября 2021 года руководство биржи объявило о решении увеличить время ведения торгов на полчаса. Нововведение планируется осуществить через три года. Это станет первое увеличение времени ведения торгов на Токийской фондовой бирже за последние 70 лет. Таким образом, со второй половины 2024 года торги будут вестись с 09:00 до 15:30 по местному времени.

## Листинг компаний
Акции компаний на Токийской бирже разделены на три основные группы: Первую секцию, куда входят компании с самой высокой капитализацией (на их долю приходится около 65 % всех эмитентов), Вторую секцию, где представлены компании среднего размера, и секцию Mothers, в которую включают наиболее быстрорастущие компании и перспективные отрасли рынка. Название «Mothers» возникло из неточной расшифровки аббревиатуры «Market of the High-Growth and Emerging Stocks». Эта секция является самой малочисленной по количеству компаний по сравнению с двумя другими.
Стоимость всех ценных бумаг, торгующихся на Токийской фондовой бирже, на момент марта 2018 года составляет 6.22 трлн долларов США.

## Биржевые индексы NIKKEI и TOPIX
Основными показателями состояния дел на Токийской фондовой бирже являются два главных индекса: NIKKEI 225 и TOPIX. Из них самым востребованным у инвесторов и брокеров стал NIKKEI, который рассчитывается как среднее взвешенное значение цен акций 225 наиболее активно торгующихся компаний Токийской фондовой биржи. 7 сентября 1950 года этот индекс впервые был опубликован под названием TSE Adjusted Stock Price Average, а с 1970 года он вычисляется японской газетой Nihon Keizai Shimbun. От сокращённого названия газеты и произошло новое название индикатора — NIKKEI.
Индекс TOPIX рассчитывается самой Токийской фондовой биржей как среднее взвешенное значение цен акций всех компаний Первой секции биржи, находящихся в свободном обращении. Этот индикатор впервые был опубликован 1 июля 1969 года со значением 100 пунктов. Сегодня TOPIX рассчитывается каждые 15 секунд.

## События и происшествия на Токийской бирже
- 10 августа 1945 года американские атомные бомбардировки вынудили приостановить работу биржи, а опустевшие помещения биржи заняли американские военные. До января 1948 года в здании биржи размещалась штаб-квартира оккупационных войск, управлявших страной до начала 1950 годов, когда полномочия постепенно были переданы японскому правительству[источник не указан 2391 день].
- 30 апреля 1999 года был закрыт торговый зал биржи[источник не указан 2391 день]. Это стало возможным благодаря продолжавшейся компьютеризации биржи. С этого времени все транзакции на бирже проводятся в электронных системах, и экзотический символ биржи — клерков в кимоно, работавших в торговом зале — теперь[когда?] можно увидеть лишь в торжественных случаях[источник не указан 2391 день].
- 1 ноября 2005 года из-за сбоя в торговой системе перед открытием биржи торги на бирже не проводились почти весь день[источник не указан 2391 день].
- В январе 2006 года число заключённых на бирже сделок превысило предельные для неё 4,5 млн, и торги остановились на 20 минут. Японский финансовый регулятор обязал тогда биржу подготовить отчёт о мерах по модернизации компьютерной системы, чтобы предотвратить срывы в будущем[источник не указан 2391 день].